# Калинин (Дубровский район)
Кали́нин — посёлок в Ду́бровском районе Брянской области, в составе Дубровского городского поселения. Расположен в 2 км к югу от села Давыдчи. Население — 1 человек (2010).
Возник в 1920-е годы; первоначальное название — Новый Мир. До 2005 года входил в Давыдченский сельсовет.
| Годы      | 1926 | 1979 | 1989 | 2002 | 2010 |
| --------- | ---- | ---- | ---- | ---- | ---- |
| Население | 41   | 48   | 18   | 5    | 1    |